# Руфий Магн Фауст Авиен
Руфий Магн Фауст Авиен Млади (на латински: Rufius Magnus Faustus Avienus) е римски политик по времето на остготите в Италия.
Произлиза от старата римска фамилия Аниции. Той е син на Аниций Проб Фауст (консул 490 г.) и Стефания и внук на Генадий Авиен (консул 450 г.). Брат е на Флавий Енодий Месала (консул 506 г.) и роднина на поета Магн Феликс Енодий. Роден е в Рим и учи латински и гръцки.
През 502 г. Авиен е консул на Запада заедно с Флавий Проб в Източната Римска империя. Става преториански префект на Италия между 527 – 528 г., служи при малолетния остготски крал Аталарих.